# Eremnophila aureonotata
Eremnophila aureonotata là một loài côn trùng cánh màng trong họ Sphecidae, thuộc chi Eremnophila. Loài này được Cameron miêu tả khoa học đầu tiên năm 1888.